# 葛饰应为
葛饰应为（日语：／ Katsushika Ōi，1790年—1856年）為日本江戶時代的女性浮世繪畫家，是同為浮世繪畫家葛飾北斋的三女儿，本名「阿榮」。她有著与父亲北齋相似的创作画法，並也使用過明暗对比等方式来表现绘画的立体感。

## 生平
個人首次發表的創作是文化7年（西元1810年）在《狂歌國盡》讀物裡的插圖，另外也曾發表過美人圖、春宮畫方面的題材作品，並擔任著北齋畫作上的助手。
葛飾應為曾有嫁給繪師第三代堤等琳的門人南澤等明，但最後是以離婚收尾。而離婚原因有流傳是因為南澤等明的美術造詣一直被應為看不起，之後應為則繼續過著跟之前一樣在父親北齋身旁協助繪畫的生活。
在北齋死後的日子裡，應為有離開位於淺草的居所出家，而安政4年（西元1857年）後則未再有她的事蹟消息。據浮世繪研究者飯島虛心的看法，葛飾應為有可能是出生在寬政13年（西元1801年）左右、並在慶應初年期間離世。

## 性格軼事
個人會採用「應為」（おうい）作為自身名號，有一說法是因為北齋常直接對她這樣呼喚，其中「應為」與「喂」在日語裡的讀音正好相似。
在外貌上，應為有著突出的下顎，而北齋也因此曾以「阿顎」作為私下稱呼她的外號。
北齋弟子露木為一曾在訪談中形容：她性格上與父親北齋相似，不同的是應為有抽菸喝酒習慣，她曾誤讓菸草弄壞了北齋的畫作而一度嘗試戒菸，然不久後又恢復舊習 。在一次作業中，露木為一向應為感嘆到雖在北齋門下學習已久、但仍覺得自身繪畫功力不足，應為笑著回道：「雖然老爺子從咱小時候就每天作畫八十張，前陣子（缺乏練習後）也只能插著手苦惱，連隻貓都畫不出來，邊流淚邊嘆氣呢。當感覺到自己做什麼事能力都不夠、就是該邁步更上一層的時候。」一旁聽到這段話的北齋也「完全沒錯、完全沒錯」連連表示認同。
另曾與葛飾北齋有交流的繪師溪齋英泉在個人著作《無名翁隨筆》裡，對應為的畫作技巧做出正面評論。葛飾應為也擔任過不少商人及武家女兒的家教，指導她們的繪畫技巧。

## 個人作品

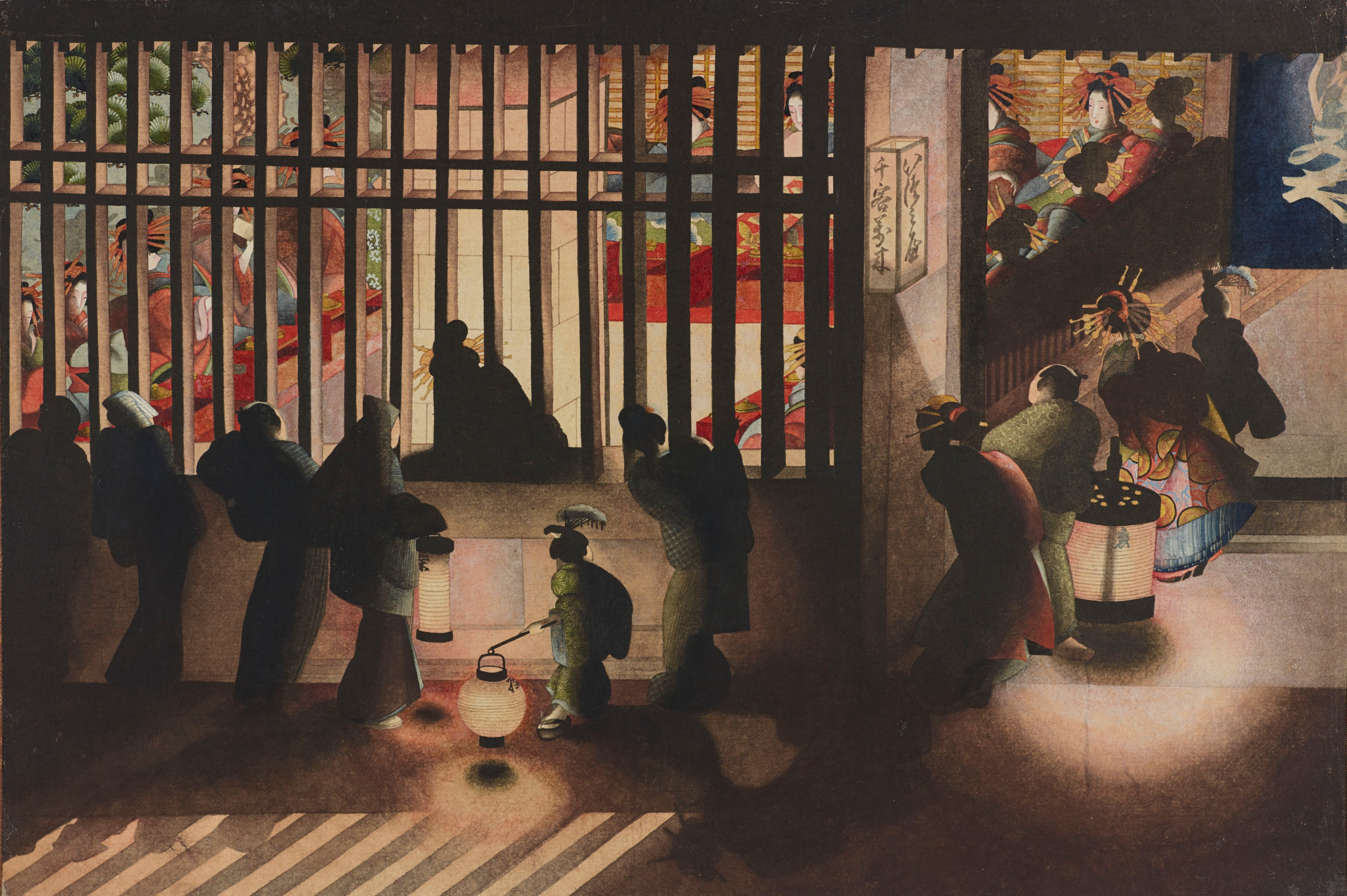
葛飾應為所繪的《吉原格子先之圖》。

- 月下打砧美人圖
- 吉原格子先之圖
- 春夜美人圖
- 百合圖
- 竹林之富士圖
- 三曲合奏圖
- 關羽割臂圖

## 大眾文化採用
- 1981年由新藤兼人執導、描述葛飾北齋的電影《北齋漫畫》，登場的應為由田中裕子飾演。
- 1983年至1987年連載，由漫畫家杉浦日向子創作的《百日紅》，以葛飾父女、北齋的徒弟池田善次郎（溪齋英泉）為主角。
- 2012年發行，由漫畫家大塚創作，以葛飾北齋與應為父女為主角的單冊漫畫《阿榮與鐵藏 應為．北齋大江戶草子》。
- 2010年，由加拿大小說家Katherine Govier撰寫，以應為和北齋為主角的《The Ghost Brush》。
- 手機遊戲《Fate/Grand Order》中，也有以應為與父親北齋為形象的角色。
- 2017年，NHK電視台製作的電影《眩：北斋之女》，由宮崎葵飾演應為，以應為的視角講述了她跌宕起伏的一生。